# Daria Przybyła
Daria Przybyła z d. Bąkowska (ur. 30 maja 1991 w Lęborku) – polska siatkarka, grająca na pozycji libero.
Po sezonie 2022/2023 zakończyła sportową karierę.

## Sukcesy klubowe
I liga polska:
- 2016
- 2015, 2018[3]

Liga polska:
- 2020, 2021, 2022[4], 2023[5]

Superpuchar Polski:
- 2021, 2022[6]

Puchar Polski:
- 2022